# Lucia Rizzi (cantante)
Lucia Rizzi (Torino, 2 febbraio 1954) è una cantante italiana.

## Biografia

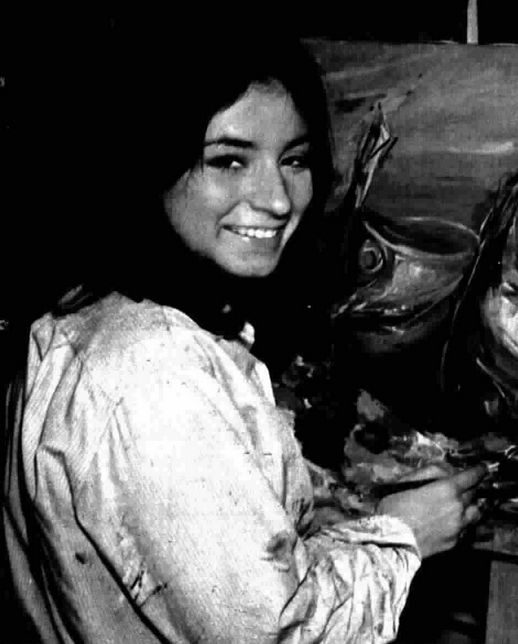

Figlia di genitori pugliesi (il padre è un affermato pittore), inizia da giovanissima a partecipare a vari concorsi musicali, tra cui nel 1967 Fuori la voce, ideato e condotto da Pippo Baudo, nella puntata di Riccione
Con il brano del lato B, L'amore vero, partecipa a Settevoci, la gara di cantanti presentata da Pippo Baudo; viene scelta insieme a Gigliola Cinquetti, Sergio Endrigo, Gianni Nazzaro, Mario Tessuto, Anna Identici, Marisa Sannia e Giancarlo Chiaramello a rappresentare il Festival di Sanremo all'EXPO Internazionale 1970 di Osaka.
Continua gli studi laureandosi in architettura e diplomandosi in canto presso il Conservatorio "G. Verdi" di Torino. Debutta in concerti e nell'opera al Teatro Regio di Torino. Esordisce giovanissima nel ruolo di Dorabella nel Così fan tutte di Mozart per l'inaugurazione della stagione lirica al Teatro Comunale di Bologna, sotto la direzione di Vladimir Delman.
La particolare vocalità le ha permesso di affrontare il repertorio operistico e da camera sia nella tessitura di mezzosoprano come protagonista ne la Cenerentola all'Opernhaus di Zurigo, Pietra di Paragone di Rossini, Farnace di Vivaldi, Monteverdi Orfeo (Messaggera e Proserpina), Arnalta nell'Incoronazione di Poppea nei teatri di Cremona e alla Scala di Milano, Cuniza nell'Oberto di Verdi, Waltraute in Die Walküre, Fanciulla Fiore nel Parsifal alla Scala di Milano, inaugurazione della stagione), che in quella di soprano Norma al Teatro Regio di Torino, Lucrezia Contarini nei Due Foscari e Odabella nell'Attila di Verdi a Piacenza, e Manon Lescaut di Puccini al Bellini di Catania. 

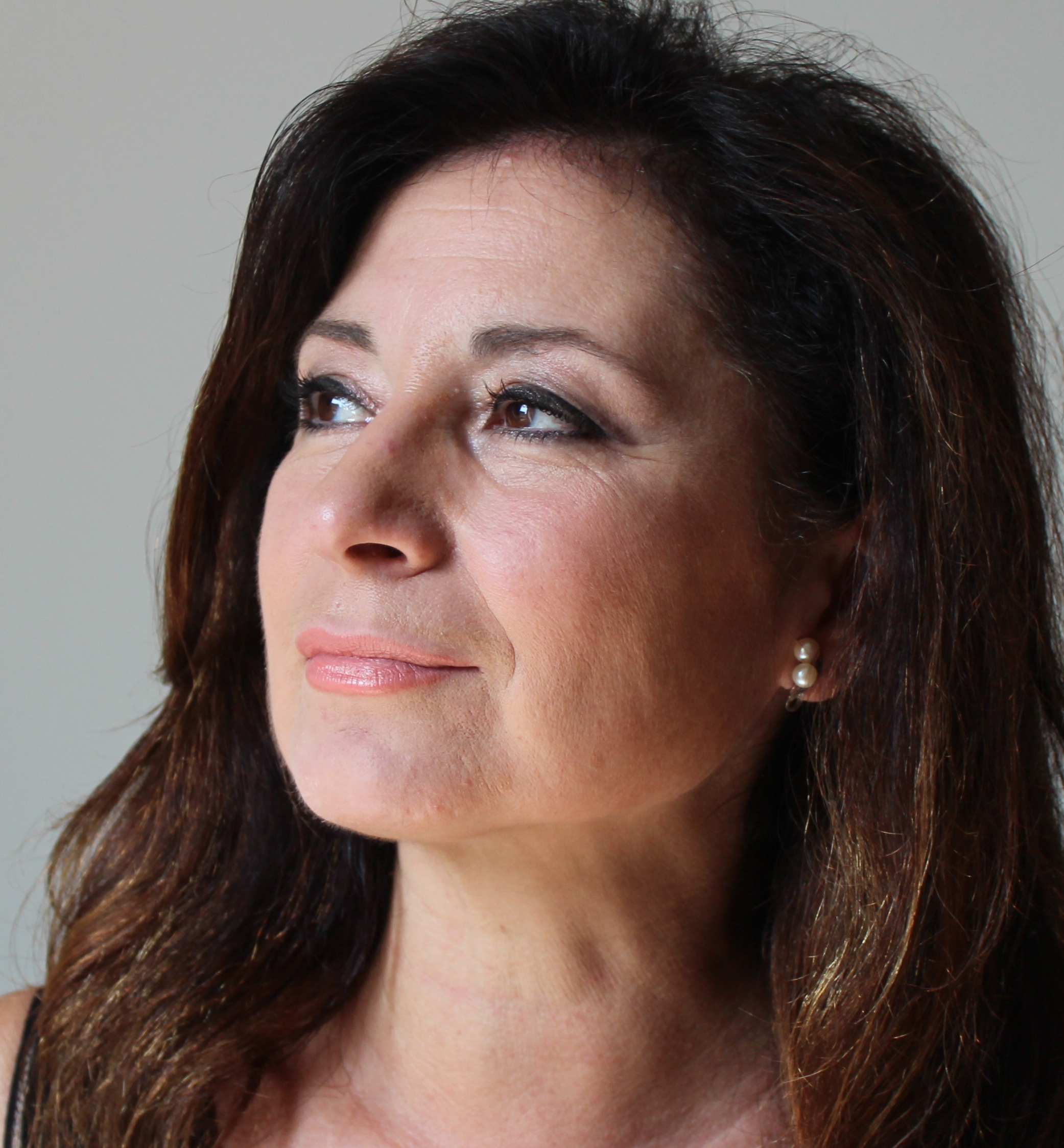
Milano

È stata ospite dei maggiori teatri e società concertistiche italiani ed esteri, tra i quali: la Scala di Milano, Regio di Torino, Regio di Parma, Bellini di Catania, Maggio Musicale Fiorentino, Comunali di Ferrara e Modena, la Fenice di Venezia, Carlo Felice di Genova, Opernhaus Zürich, Opern Hause Bonn, Staatsoper Berlin, Aldeburgh Festival Britten, NHK di Tokyo, Opéra di Montecarlo, Filarmonica della Scala di Milano, Accademia Santa Cecilia di Roma, Serate Musicali di Milano, Musica Insieme di Bologna, Orchestra di Padova e del Veneto, Amici della Musica di Verona, Orchestra Haydn di Bolzano, Auditorium RAI di Torino, Roma e Venezia, Pomeriggi Musicali di Milano, RTSI di Lugano, S.G. der Musikfreunde Graz.
Ha eseguito numerosi recital dedicati ai diversi aspetti della vocalità da camera tedesca, italiana e francese presso: Unione Musicale di Torino, Società dei Concerti di Trieste, Amici della Musica di Palermo, Associazione Scarlatti di Napoli, Accademia di Francia Villa Medici di Roma, Società Umanitaria di Milano, 50º Concorso “F. Busoni” di Bolzano, Amici della Musica di Padova, Auditorium del Carmine di Parma, in collaborazione con Alessandro Specchi e Riccardo Zadra.
Ha cantato sotto la direzione di Riccardo Muti, Gianandrea Gavazzeni, Peeter Maag, Shlomo Minz, Adam Fischer, Miung Wun Chung, Cristobal Halfter, Rafael De Burgos, Yuri Simonov, Simon Bychkov, Juri Temirkanov, Alain Lombard, Bruno Campanella,  Fabio Luisi, Serge Baudo, Patrik Fournillier, Vladimir Sutej. Ha lavorato con i registi Silvano Bussotti, Robert Carsen, Franco Zeffirelli, Alberto Fassini, Hugo De Hana, Gilbert Deflo, Christian Gangneron.

## Discografia parziale

### 45 giri
- 1970: L'addio/Amore vero (Cetra, SP 1424)

"Lieder" op: 72, 41, 37, 89 di Spohr e Giuliani;  "L’italiana in Algeri" e "Tancredi” di Rossini; "Il prigionier superbo” di Pergolesi; "Farnace" e  “Messa RV 586” di Vivaldi; "Adelson e Salvini” di Bellini.
Per la rivista Amadeus (marzo e dicembre 2008) ha registrato i “Deutsche Lieder” op. 89 di Giuliani.
In collaborazione con Riccardo Zadra ha inciso un CD dedicato alla musica vocale da camera di Rossini con alcune prime incisioni. Recentemente per Amadeus Rainbow, ha inciso in prima mondiale ,un CD interamente dedicato alle liriche da camera di Angelo Mariani.
Ha progettato e coordinato per il Conservatorio “A. Boito” di Parma i convegni su Angelo Mariani e Guido Alberto Fano. Per la Fondazione di Piacenza e Vigevano a Piacenza, il convegno sull'opera lirica “Pierluigi Farnese” composta da Costantino Palumbo su libretto di Arrigo Boito.

## Pubblicazioni
“Mariani l'angelo compositore”  in Amadeus (11/2013)
“Creare la voce”  e “Il Lied tra recitativo, recitazione e Opera”  in La voce del Cantante (a cura di F. Fussi) vol.VI e VII ed. Omega.